# Marie Anne Lenormand
Marie Anne Adelaide Lenormand (1772–1843) fue una adivina profesional francesa, de gran fama durante el periodo napoleónico. En Francia es considerada como la mayor cartomante de todos los tiempos, ya que tuvo una gran influencia en el auge de la cartomancia francesa iniciada en el siglo XVIII.

## Primeros años

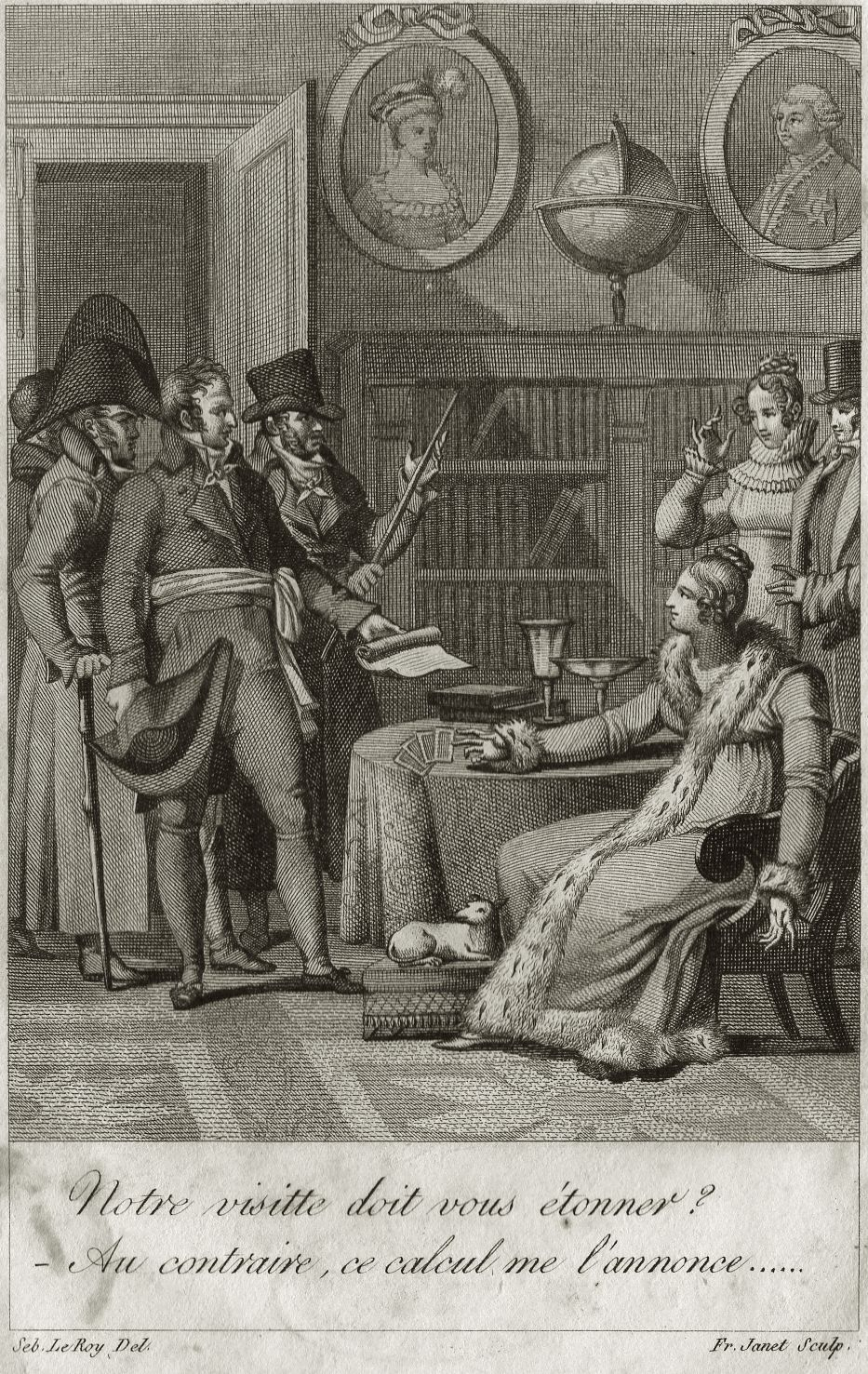
El arresto de Mademoiselle Lenormand (1772 – 1843): —¿Nuestra visita debe sorprenderle? "Al contrario, este cálculo me lo había anunciado".

Lenormand nació el 27 de mayo de 1772 en Alenzón, en Normandía, hija de Jean Louis Antoine Lenormand, un comerciante de telas, y Marie Anne Lenormand (nacida Gilbert), quedó huérfana a la edad de cinco años y se educó en un colegio de monjas. Lenormand dejó Alenzón por París en 1786.

## Carrera
Lenormand afirmó haber asesorado mediante la cartomancia, a muchas personas famosas, entre ellas los líderes de la revolución francesa (Marat, Robespierre y Saint-Just), la emperatriz Josefina y el zar Alejandro I. Trabajó como adivina activamente durante más de 40 años.
En 1814 Lenormand comenzó una segunda carrera literaria y publicó numerosos textos, provocando muchas controversias públicas. Fue encarcelada más de una vez, aunque nunca por mucho tiempo.

## Muerte
Lenormand murió en París el 25 de junio de 1843, y está enterrada en la división tercera del Cementerio Père Lachaise.

## Obras
- Les souvenirs prophétiques d'une sibylle sur les causes secrétes de son arrestation - Paris (1814) (592 páginas)
- Anniversaire de la mort de l'impératrice Josephine (1815)
- La sibylle au tombeau de Louis XVI (1816)
- Les oracles sibyllins ou la suite des souvenirs prophétiques - Paris (1817) (528 páginas)
- La sibylle au congrès d'Aix-la-Chapelle (1819) (316 páginas)
- Mémoires historiques et secrets de l'impératrice Joséphine, Marie-Rose Tascher-de-la-Pagerie, première épouse de Napoléon Bonaparte - Paris (1820) (556 páginas)
- Mémoire justificatif présenté par Mlle Le Normand (1821) (20 páginas)
- Cri de l'honneur (1821) (18 páginas)
- Souvenirs de la Belgique - Cent jours d'infortunes où le procès mémorable (1822) (416 páginas)
- L'ange protecteur de la France au tombeau de Louis XVIII (1824)
- L'ombre immortelle de Catherine II au tombeau d'Alexandre Ier (1826)
- L'ombre de Henri IV au palais d'Orléans (1830) (107 páginas)
- Le petit homme rouge au château des Tuileries - Paris (1831) (107 páginas)
- Manifeste des dieux sur les affaires de France (1932) (60 páginas)
- Arrêt suprême des dieux de l'Olympe en faveur de Mme. la duchesse de Berry et de son fils (1833) (144 páginas)

Posiblemente fue autora de la siguiente obra
- Histoire de Jean VI. de Portugal, depuis sa naissance jusqu'à sa mort en 1826. - Paris : Ponthieu, 1827

## Cartas Lenormand
Tras la muerte de Lenormand su nombre fue utilizado en varias barajas de cartomancia, incluyendo una baraja de 36 cartas ilustradas, conocida como la Petit Lenormand o simplemente cartas Lenormand , que todavía se utiliza ampliamente en la actualidad. La baraja de 36 cartas Lenormand sigue el modelo de una baraja de cartas, publicadas en 1799 como parte del "Das Spiel der Hoffnung" (El Juego de la Esperanza), un juego de azar diseñado por Johann Kaspar Hechtel de Nuremberg.